# Il figlio conteso (film 1954)
Il figlio conteso (The Divided Heart) è un film del 1954 diretto da Charles Crichton tratto da un caso di cronaca realmente accaduto.

## Trama
In piena seconda guerra mondiale viene ritrovato un bambino di tre anni che vaga solo. Dato che è impossibile conoscere la sua identità e neppure risalire ai suoi genitori viene creduto unico sopravvissuto della sua famiglia e accolto in un orfanotrofio.
Dopo poco tempo viene dato in adozione ad una famiglia che lo cresce con amore ma anni dopo, quando il bambino ha 10 anni, si scopre che la madre è ancora viva in un campo profughi in Jugoslavia.
La donna torna in Germania per riprendersi il figlio e ricostruire almeno in parte la sua famiglia distrutta dalla guerra, ha visto morire infatti il marito e gli altri due figli.
Il film si concentra sul dilemma morale relativo al futuro del bambino, se debba ricongiungersi alla madre naturale o se debba restare assieme alla famiglia che lo ha cresciuto e alla quale lui ritiene di appartenere. 
Come nella realtà, il giudizio finale premia il vincolo di sangue e il bambino viene affidato alla madre naturale.

## Riconoscimenti
Nel 1955 il National Board of Review of Motion Pictures l'ha inserito nella lista dei migliori film stranieri dell'anno.
- BAFTA
  - Migliore attrice britannica (Yvonne Mitchell)
  - Miglior attrice internazionale (Cornell Borchers)
  - Premio UN